# Comté de Prairie (Arkansas)
Pour les articles homonymes, voir Comté de Prairie.
Le comté de Prairie est un comté de l'État de l'Arkansas aux États-Unis. Au recensement de 2010, il comptait 8 715 habitants. Ses sièges sont Des Arc et DeValls Bluff.

## Démographie
| 1850  | 1860  | 1870  | 1880  | 1890   | 1900   |
| ----- | ----- | ----- | ----- | ------ | ------ |
| 2 097 | 8 854 | 5 604 | 8 435 | 11 374 | 11 875 |

| 1910   | 1920   | 1930   | 1940   | 1950   | 1960   |
| ------ | ------ | ------ | ------ | ------ | ------ |
| 13 853 | 17 447 | 15 187 | 15 304 | 13 768 | 10 515 |

| 1970   | 1980   | 1990  | 2000  | 2010  | - |
| ------ | ------ | ----- | ----- | ----- | - |
| 10 249 | 10 140 | 9 518 | 9 539 | 8 715 | - |